# Philodendron hooveri
Philodendron hooveri är en kallaväxtart som beskrevs av Thomas Bernard Croat och Michael Howard Grayum. Philodendron hooveri ingår i släktet Philodendron och familjen kallaväxter. IUCN kategoriserar arten globalt som sårbar.
Artens utbredningsområde är Ecuador. Inga underarter finns listade.